# Ai no Kusabi
Ai no Kusabi (jap. 間の楔) ist eine japanische Light-Novel-Serie von Rieko Yoshihara und Katsumi Michihara, die von 1987 bis 1990 in Japan erschien. Das Werk ist in die Genre Boys Love und Science-Fiction einzuordnen und wurde als Hörspiel und als Original Video Animation adaptiert.

## Inhalt
In ferner Zukunft gibt es auf dem Planeten Amoi die Stadt Tanagura. Sie wird vom Computer Jupiter regiert, der eines jeden Leben kontrolliert. Die Gesellschaft ist in mehrere Klassen aufgeteilt, Frauen machen nur einen Anteil von 15 % aus, zumeist gehören sie der untersten Klasse an, die im Slum Ceres lebt und viele von ihnen werden wie Männer auch sterilisiert und die Reproduktion wird durch Züchtung von Menschen sichergestellt. Der soziale Status wird durch die Haarfarbe kenntlich gemacht. Für die obersten Klassen, deren Angehörige alle unfruchtbar sind, ist es ein Freizeitvergnügen, Männern niedrigerer Schichten beim Sex zuzuschauen. Allein die untersten Klassen vermehren sich auf natürliche Weise.
Die Geschichte folgt dem blonden Jason Mink, Angehöriger der obersten Schicht, der sich auf der Suche nach einem „Sexsklaven“ nach Ceres begibt. Dort rettet er Riki vor einer Bürgerwehr, die ihn jagt, da er ein Auto stehlen wollte. So wird Riki Jasons Sklave und bleibt dies über viele Jahre. Als er jedoch Guy, seinen früheren Partner, trifft, wird er mit seinem früheren Leben konfrontiert. Der Streit zwischen den dreien führt zum Tod von Riki und Jason in einem Feuer, das Guy gelegt hat.

## Veröffentlichungen

### Light Novel
Die Light Novel wurde in Einzelkapiteln von Oktober 1987 bis Oktober 1990 im Magazin Shōsetsu June des Verlags Kōfūsha Shuppan veröffentlicht. Später folgte ein Sammelband, der alle Kapitel enthält. Digital Manga Publishing veröffentlichte die Light Novel in sechs Bänden in den USA.

### Hörspiele und Musik
Am 31. Mai 1989 erschien in Japan ein Hörbuch zur Light Novel, von 1992 bis 1995 kamen fünf CDs mit dem Soundtrack des Animes dazu. Im November 1993 kam das erste Hörspiel heraus. 2007 und 2008 folgten drei weitere Hörspiel-CDs bei mee-Maker.

### Animes
AIC produzierte eine Original Video Animation in zwei Teilen zur Light Novel. Der erste Teil von Regisseur Akira Nishimori kam 1992 heraus, 1994 folgte der zweite Teil von Katsuhito Akiyama. Das Charakterdesign gestaltete Naoyuki Onda und die künstlerischen Leiter waren Yasuhiro Moriki und Yōichi Nangō. Den Vertrieb übernahm June Video, Yamato Video veröffentlichte eine italienische Übersetzung.
Für 2009 war eine neue Adaption von Ai no Kusabi als 13-teilige OVA angekündigt. Bei der Produktion von AIC führt Katsuhito Akiyama Regie. Die Veröffentlichung wurde jedoch mehrfach verschoben, bisher wurden nur kurze Ausschnitte herausgegeben.

#### Synchronisation
| Rolle      | japanischer Sprecher (Seiyū) 1992 | japanische Sprecher 2009 |
| ---------- | --------------------------------- | ------------------------ |
| Iason Mink | Kaneto Shiozawa                   | Tōru Ōkawa               |
| Riki       | Toshihiko Seki                    | Kentarō Itō              |
| Kacche     | Hideyuki Tanaka                   | Shin’ichirō Miki         |
| Gai        | Daisuke Kishio                    | Kōji Tsujitani           |

#### Musik
Die Musik der ersten OVA stammt von Terumitsu Honma, Toshiro Yabuki und Tsutomu Ohira. Der Vorspann wurde unterlegt mit Midnight Illusion von Toshihiko Seki, das Lied des Abspanns ist Eternal von Shin’ichirō Ishihara.

## Rezeption
Patrick Drazen bezeichnet die OVA 2003 als magnum opus des Shōnen-ai- und Yaoi-Genres. Die im Anime dargestellte Gesellschaftsstruktur erinnere an das klassische Metropolis oder zeitgenössische Werke wie Grey und Appleseed.